# Стадион Митар Мићо Голиш
Стадион Митар Мићо Голиш је фудбалски стадион у Петровцу у Црној Гори. Домаћи је стадион ОФК Петровац а на њему утакмице такође игра женска фудбалска репрезентација Црне Горе. Има капацитет од 1630 места и од 2013. испуњава услове Уефе за одигравање међународних фудбалских утакмица. Претходно је носио име Стадион под Малим брдом.

## Историја
Стадион је саграђен 1969, исте године када је и основан ОФК Петровац. Налази се близу обале Јадранског мора. Стадион је реконструисан три пута: 2001, 2006. и 2013. После последњег реновирања, стадион је испунио стандарде Уефе за играње утакмица Лиге шампиона и Лиге Европе, као и играње међународних утакмица. Домаћин прве утакмице у оквиру неког европског клупског такмичења био је у јулу 2014.
Стадиону је промењено име у јануару 2022. у част некадашњег фудбалера и функционера ОФК Петровац Митра Мића Голиша.

## Корисници стадиона
Домаћи је стадион Петровца, члана Прве лиге Црне Горе. На стадиону своје утакмице игра и женска фудбалска репрезентација Црне Горе. Прву утакмицу на овом стадиону у оквиру европских такмичења одиграли су Ловћен и Жељезничар у квалификацијама за Лигу Европе 2014/15. Стадион је такође био домаћин клубовима Рудар (у квалификацијама за Лигу шампиона) и Бокељ (у квалификацијама за Лигу Европе).